# H.B. Warner

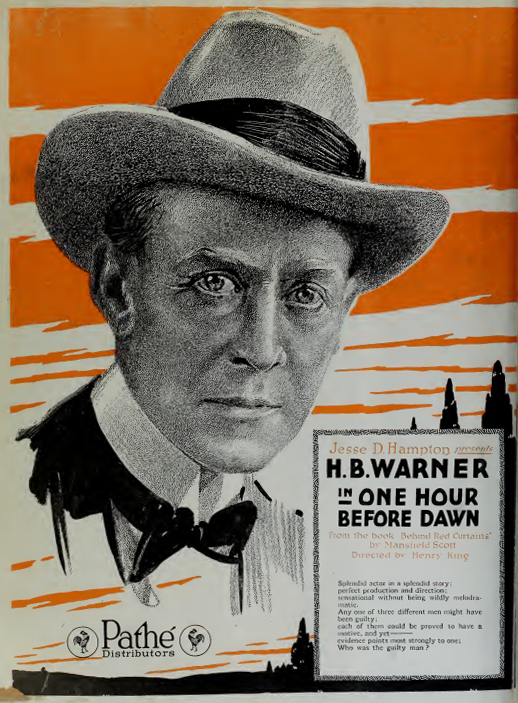
One Hour Before Dawn, 1920

H.B. Warner, właśc. Henry Byron Charles Stewart Warner-Lickford (ur. 26 października 1875 w Londynie, zm. 21 grudnia 1958 w Woodland Hills, Los Angeles) − brytyjski aktor filmowy i teatralny.

## Życiorys

### Wczesne lata
Urodził się w Londynie w rodzinie artystycznej jako syn Charlesa Warnera i wnuk Jamesa Warnera, wybitnych brytyjskich aktorów scenicznych. Debiutował na scenie w wieku siedmiu lat w 1883. Jego starsza siostra Grace Warner (1873-1925) była aktorką teatralną i menadżerką.
Uczęszczał do Bedford School. Początkowo rodzina chciała, by został lekarzem i ukończył uniwersytet londyński, ale ostatecznie studiował aktorstwo w Paryżu i we Włoszech, a następnie dołączył do spółki akcyjnej swojego ojca, grając w angielskiej produkcji Picie (Drink).

### Kariera
24 listopada 1902 wystąpił na Broadwayu w Hoyt’s Theatre w sztuce Audrey obok Jamesa O’Neilla, ojca dramaturga amerykańskiego, laureata Nagrody Nobla w dziedzinie literatury Eugene’a O’Neilla. Potem grał na Broadwayu m.in. w komedii Pielęgniarka Marjorie (Nurse Marjorie, 1906), Susan w poszukiwaniu męża (Susan in Search of a Husband, 1906), Tragedia kamienicy (A Tenement Tragedy, 1906) i Milczenie (Silence, 1925).
Po raz pierwszy pojawił się na ekranie w krótkometrażowym dramacie Harfa Tary (Harp of Tara, 1914). W melodramacie Zaza (1923) z Glorią Swanson zagrał bogacza Bernarda Dufresne. Zastąpił aktora J.B. Warnera (zmarł na gruźlicę w wieku 29 lat) jako Jezus w niemym filmie Cecila B. DeMille Król królów (The King of Kings, 1927). W melodramacie Sorrell i syn (Sorrell and Son, 1927) był weteranem wojennym i ojcem, który poświęca wszystko dla syna. Za rolę Changa w przygodowym filmie fantasy Zagubiony horyzont (Lost Horizon, 1937) został nominowany do Oscara.
Zagrał inspektora Nielsena w thrillerze Tajna policja zawziętego Drummonda (Bulldog Drummond's Secret Police, 1930) i miał epizod jako brydżysta, jedna z "figur woskowych" w filmie noir Billy’ego Wildera Bulwar Zachodzącego Słońca (Sunset Boulevard, 1950) z Glorią Swanson. W remake'u filmu z 1923 Cecila B. DeMille Dziesięcioro przykazań (The Ten Commandments, 1956) wystąpił jako Aminadab.
Posiada swoją gwiazdę na Hollywood Walk of Fame przy 6600 Hollywood Blvd.

### Życie prywatne
Był dwukrotnie żonaty. Po raz pierwszy w 1907 poślubił F.R. Hamlin, która zmarła w 1914. Od 1915 do 1933 jego żoną była Marguerite L. 'Rita' Stanwood, z którą miał syna i córkę. 21 grudnia 1958 w Los Angeles Warner zmarł na atak serca w wieku 83 lat, i został skremowany w Kaplicy Pines Crematory w Los Angeles w Kalifornii.

## Wybrana filmografia
- 1914: Zagubiony raj (The Lost Paradise) jako Reuben Warren
- 1916: Shell 43 jako William Berner
- 1920: Biały gołąb (The White Dove) jako Sylvester Lanyon
- 1920: Godzina przed świtem (One Hour Before Dawn) jako George Clayton
- 1927: Król królów (The King of Kings) jako Jezus
- 1927: Sorrell i syn (Sorrell and Son) jako Stephen Sorrell
- 1929: Weselne dzwony (Wedding Rings) jako Lewis Dike
- 1929: Królowa bez korony (The Divine Lady) jako Sir William Hamilton
- 1929: Proces Mary Dugan (The Trial of Mary Dugan) jako obrońca Galway
- 1930: Księżniczka i hydraulik (Princess and the Plumber) jako Książę Conrad
- 1930: Dzika spółka (Wild Company) jako Henry Grayson
- 1930: Zielona bogini (The Green Goddess) jako Major Crespin
- 1930: Liliom jako Sędzia
- 1931: Ostatnie wydanie (Five Star Final) jako Michael Townsend
- 1932: Na rozkaz kobiety (A Woman Commands) jako pułkownik Stradimirowicz
- 1932: Krzyżowiec (The Crusader) jako Phillip Brandon
- 1933: Supernatural jako Dr Carl Houston
- 1933: Jennie Gerhardt jako William Gerhardt
- 1933: Christopher Bean jako Davenport
- 1934: Viva Villa! jako Mężczyzna
- 1934: Nocny alarm (Night Alarm) jako Henry B. Smith
- 1934: W starym Santa Fe (In Old Santa Fe) jako Charlie Miller
- 1935: Opowieść o dwóch miastach (A Tale of Two Cities) jako Gabelle
- 1935: Urodzony do zakładu (Born to Gamble) jako Carter Mathews
- 1936: Pan z milionami (Mr. Deeds Goes to Town) jako Sędzia May
- 1937: Królowa Wiktoria (Victoria the Great) jako Lord Melbourne
- 1937: Zagubiony horyzont (Lost Horizon) jako Chang
- 1938: Marco Polo (The Adventures of Marco Polo) jako Chen Tsu
- 1938: Cieszmy się życiem (You Can't Take It With You) jako Ramsey
- 1938: Porwany (Kidnapped) jako Angus Rankeiller
- 1938: Dziewczyna ze Złotego Zachodu (The Girl of the Golden West) jako Ojciec Sienna
- 1938: Army Girl jako Pułkownik Armstrong
- 1939: Pan Smith jedzie do Waszyngtonu (Mr. Smith Goes to Washington) jako Lider większości Senatu
- 1939: Pieśniarz Zachodu (Let Freedom Ring) jako Rutledge
- 1940: Nów (New Moon) jako ojciec Michel
- 1940: Człowiek z Dakoty (The Man from Dakota)
- 1941: Niewidzialny detektyw (Topper Returns) jako Henry Carrington
- 1943: Dzieci Hitlera (Hitler's Children) jako Biskup
- 1946: To wspaniałe życie  (It's a Wonderful Life) jako Pan Gower, farmaceuta
- 1948: Książę złodziei (The Prince of Thieves) jako Gilbert Head
- 1947: Wysokie mury (High Wall) jako Pan Slocum
- 1950: Bulwar Zachodzącego Słońca (Sunset Boulevard) jako brydżysta
- 1951: Przybywa narzeczony (Here Comes the Groom) jako Wuj Elihu
- 1956: Dziesięcioro przykazań (The Ten Commandments) jako Aminadab